# Nezmar hnědý
Nezmar hnědý či nezmar podélník (Hydra oligactis) je druh nezmara běžně se vyskytující ve stojatých a líně tekoucích vodách mírného pásu na severní polokouli. Jejich polypy přisedlé na kamenech a vodních rostlinách lze najít od jara do podzimu.
Tělo nezmara je paprsčitě (radiálně) souměrné a dvouvrstvé. Jeho velikost je 1 až 1,5 cm, s roztaženými rameny až 3 cm. Na horním konci má ústní otvor, kolem kterého je několik paprsčitě pohyblivých ramen. Na dně se přidržuje nožním terčem.
Živí se planktonem, svoji potravu omráčí žahavými buňkami na svých ramenech. Má trávicí dutinu, která se nazývá láčka, potravu přijímá i vyvrhuje jedním otvorem. Během roku se rozmnožuje pučením a na podzim pohlavně. Dýchá celým povrchem těla a jeho nervová soustava je rozptýlená. Má také schopnost regenerace.
Nezmar je hermafrodit – rozmnožuje se buď pučením, nebo se sám oplodní.